# مارك بريغز
مارك بريغز (بالإنجليزية: Mark Briggs) (16 فبراير 1982 بولفرهامبتن في المملكة المتحدة - ) هو لاعب كرة قدم بريطاني في مركز الوسط. لعب مع ذا نيو سينتس وشروزبري تاون ونادي هرفوليه ونوتس كاونتي ووست بروميتش ألبيون وتشارلستون بيتري وولشبول تاون ‏ ونادي هدنسفورد تاون ونادي راشل أوليمبيك وChasetown F.C. ‏ ونورثويتش فيكتوريا وتيلفورد يونايتد وWilmington Hammerheads FC ‏ وKalamazoo Outrage ‏ ونادي موستا ‏ وتوتنغ ومتشام يونياتد ‏ وRedditch United F.C. ‏ وTipton Town F.C. ‏ وويلنهول تاون ‏.

## وصلات خارجية
- مارك بريغز على موقع قاعدة بيانات كرة القدم.إي يو (الإنجليزية)